# Roger Jackson
Roger Charles Jackson  (Toronto, 14 januari 1942) is een Canadees voormalig roeier. Jackson debuteerde op de Olympische Zomerspelen 1964 met een gouden medaille in de twee-zonder-stuurman, hierbij voor de eerste maal samen roeiend met George Hungerford. Vier jaar later werd Jackson elfde in de skiff bij de Olympische Zomerspelen 1968. Bij zijn derde Olympische deelname werd Jackson twaalfde in de vier-met-stuurman tijdens de Olympische Zomerspelen 1972.

## Resultaten
- Olympische Zomerspelen 1964 in Tokio  in de twee-zonder-stuurman
- Olympische Zomerspelen 1968 in Mexico-Stad 11e in de skiff
- Olympische Zomerspelen 1972 in München 12e in de vier-met-stuurman

1904: Robert Farnan & Joseph Ryan ·
1908: Reginald Fenning & Gordon Thomson ·
1924: Teun Beijnen & Willy Rösingh ·
1928: Kurt Moeschter & Bruno Müller ·
1932: Lewis Clive & Hugh Edwards ·
1936: Willi Eichhorn & Hugo Strauß ·
1948: Jack Wilson & Ran Laurie ·
1952: Charles Logg & Thomas Price ·
1956: James Fifer & Duvall Hecht ·
1960: Valentin Borejko & Oleg Golovanov ·
1964: George Hungerford & Roger Jackson ·
1968: Jörg Lucke & Heinz-Jürgen Bothe ·
1972: Siegfried Brietzke & Wolfgang Mager ·
1976: Jörg Landvoigt & Bernd Landvoigt ·
1980: Jörg Landvoigt & Bernd Landvoigt ·
1984: Petru Iosub & Valer Toma ·
1988: Andy Holmes & Steve Redgrave ·
1992: Steve Redgrave & Matthew Pinsent ·
1996: Steve Redgrave & Matthew Pinsent ·
2000: Michel Andrieux & Jean-Christophe Rolland ·
2004: Drew Ginn & James Tomkins ·
2008: Drew Ginn & Duncan Free ·
2012: Eric Murray & Hamish Bond ·
2016: Eric Murray & Hamish Bond ·
2020: Martin Sinković & Valent Sinković ·
2024: Martin Sinković & Valent Sinković
- Bibsys: 90751031
- Library of Congress Control Number: nr91026328
- Virtual International Authority File: 66325333
- WorldCat: E39PBJh4rd4VpCbWXBcqvvkkXd